# Giwi Onaszwili
Giwi Onaszwili (gruz. დავით ვაჩნაძე, ur. 27 lipca 1947 w Patardzeuli) – judoka. W barwach Związku Radzieckiego brązowy medalista olimpijski z Monachium.
Zawody w 1972 były jego jedynymi igrzyskami olimpijskimi. Zajął trzecie miejsce w wadze ciężkiej, powyżej 93 kilogramów. Był brązowym medalistą mistrzostw świata w 1969 i sześciokrotnym medalistą mistrzostw Europy.